# Jonas Eriksson
Jonas Eriksson (Lula, 28 de março de 1974) é um árbitro de futebol sueco. Integra o quadro da FIFA desde 2002. Jonas Erike é ex-sócio de uma empresa de distribuição de direitos de televisão em todo o mundo, para emissoras de TV e empresas de mídia da Suécia, e tornou-se milionário ao vender seus 15% de participação nesta empresa. Participa em jogos do Campeonato Sueco de Futebol desde 2000. Mediou duas partidas da Eurocopa 2012 foi um dos árbitros a mediar a Copa do Mundo FIFA de 2014. Apitou a Supercopa da UEFA de 2013 e a Final da Liga Europa da UEFA de 2015–16. Também apitou a Copa do Mundo FIFA Sub-20 de 2017.